# هیدرآدنوما

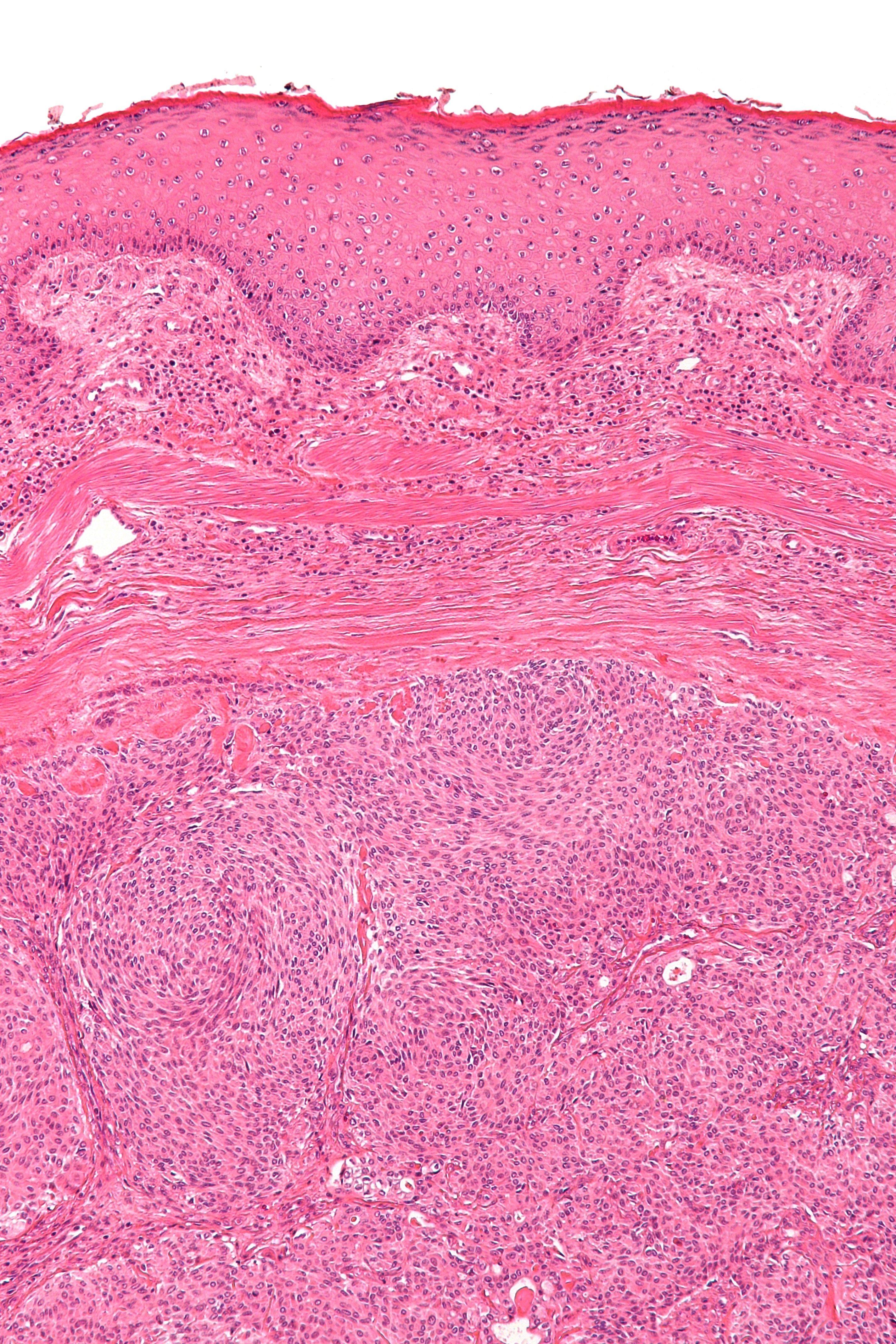
هیدرادنوما

هیدرآدنوما به انگلیسی: Hidradenoma به یک تومور خوش خیم آدنکس غده تعریق آپیکال اشاره دارد. اینها   ندول‌های کیستی آبی‌رنگ و شفاف ۳-۱ سانتی‌متری هستند که معمولاً به صورت یک ضایعۀ کوچک به رنگ پوست ظاهر می‌شود و مربوط به پوروما یا نوعی از آن در نظر گرفته می‌شود. هیدرآدنوماها اغلب بر اساس تفاوت‌های بافت‌شناختی ظریف طبقه‌بندی می‌شوند، برای مثال:
- هیدرآدنوما یا آکروسپیرومای سلول شفاف
- هیدرآدنوما ندولار یا آکروسپیروما
- هیدرآدنوما کیستی کامل

بحث تومورهای غده تعریق به دلیل طبقه‌بندی‌های پیچیده و اصطلاح‌های اضافه‌ای که ناگزیر برای توصیف همان تومورها به کار می‌روند، دشوار و گیج‌کننده است. برای مثال، آکروسپیروما و هیدرآدنوما دو اصطلاح مترادف هستند و گاهی اوقات اصطلاح آکروسپیروما به صورت کلی برای توصیف تومورهای خوش‌خیم غده تعریق به کار می‌رود. علاوه بر این، یک ضایعه‌، ممکن است حاوی ترکیبی از انواع سلول‌ها باشد. در ضمن تشخیص نحوه‌ی ایجاد تومورها از غده تعریق هم تغییر کرده است. قبلاً باور بر این بود که این تومورها صرفاً از غده تعریق ایجاد می‌شوند در حالی که آنها می‌توانند هم از غدد اکرین و هم از غدد آپوکرین ایجاد شوند.

هیدرآدنوماها در تعریف اصلی، خوش‌خیم هستند و تبدیل به نوع بدخیم آن، بسیار نادر است. هنگامی که تومورها ویژگی‌های بدخیم از خود نشان می‌دهند، به عنوان هیدرآدنوکارسینوم شناخته می‌شوند. درمان آن معمولاً برداشتن به روش جراحی است و عود موضعی آنها نادر است، اگرچه ممکن است تومورهای بدخیم متاستاز بدهند.

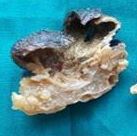
آسیب شناسی هیدرادنوما ندولار کیستیک
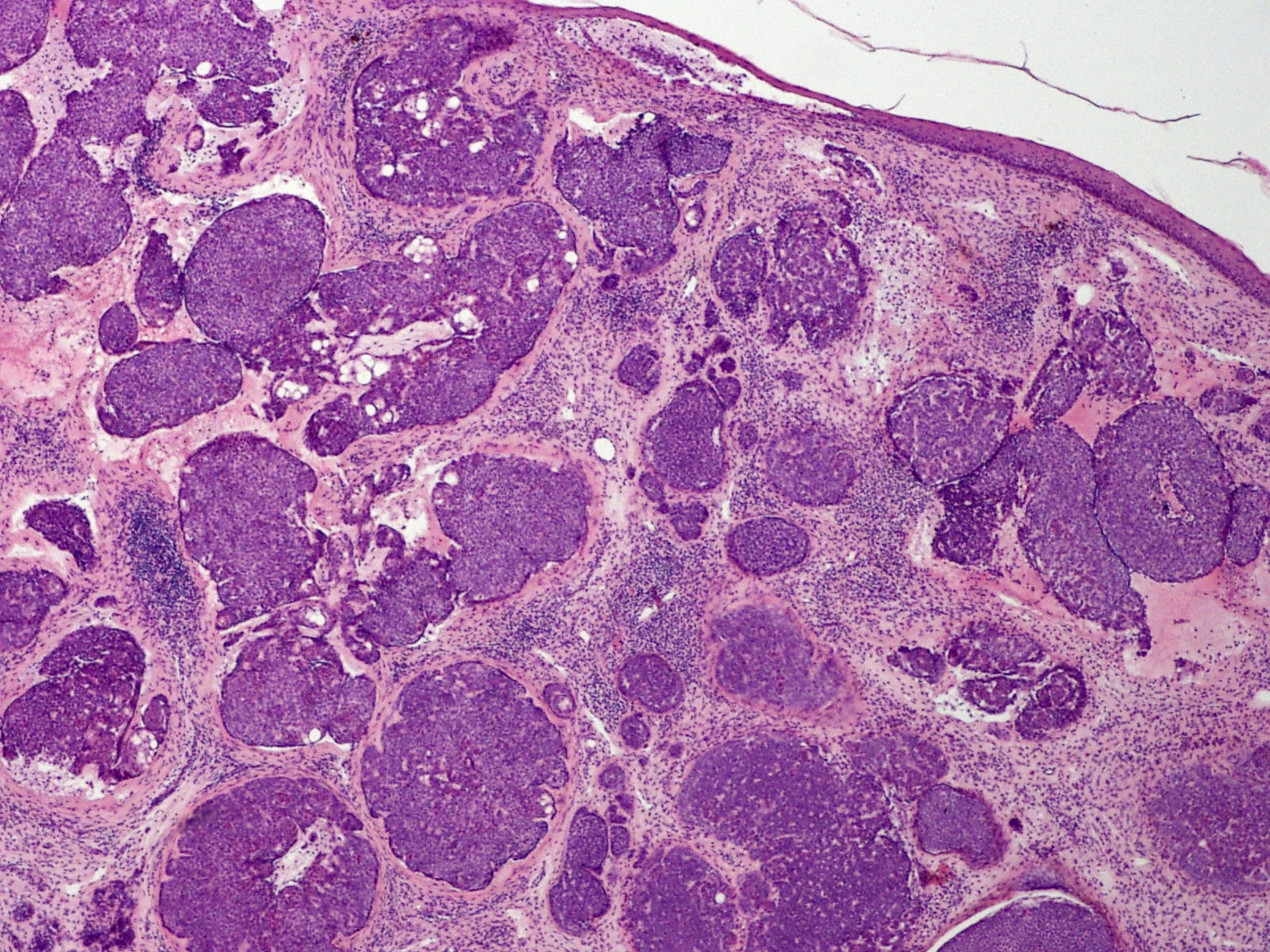
تومور مجرای پوستی
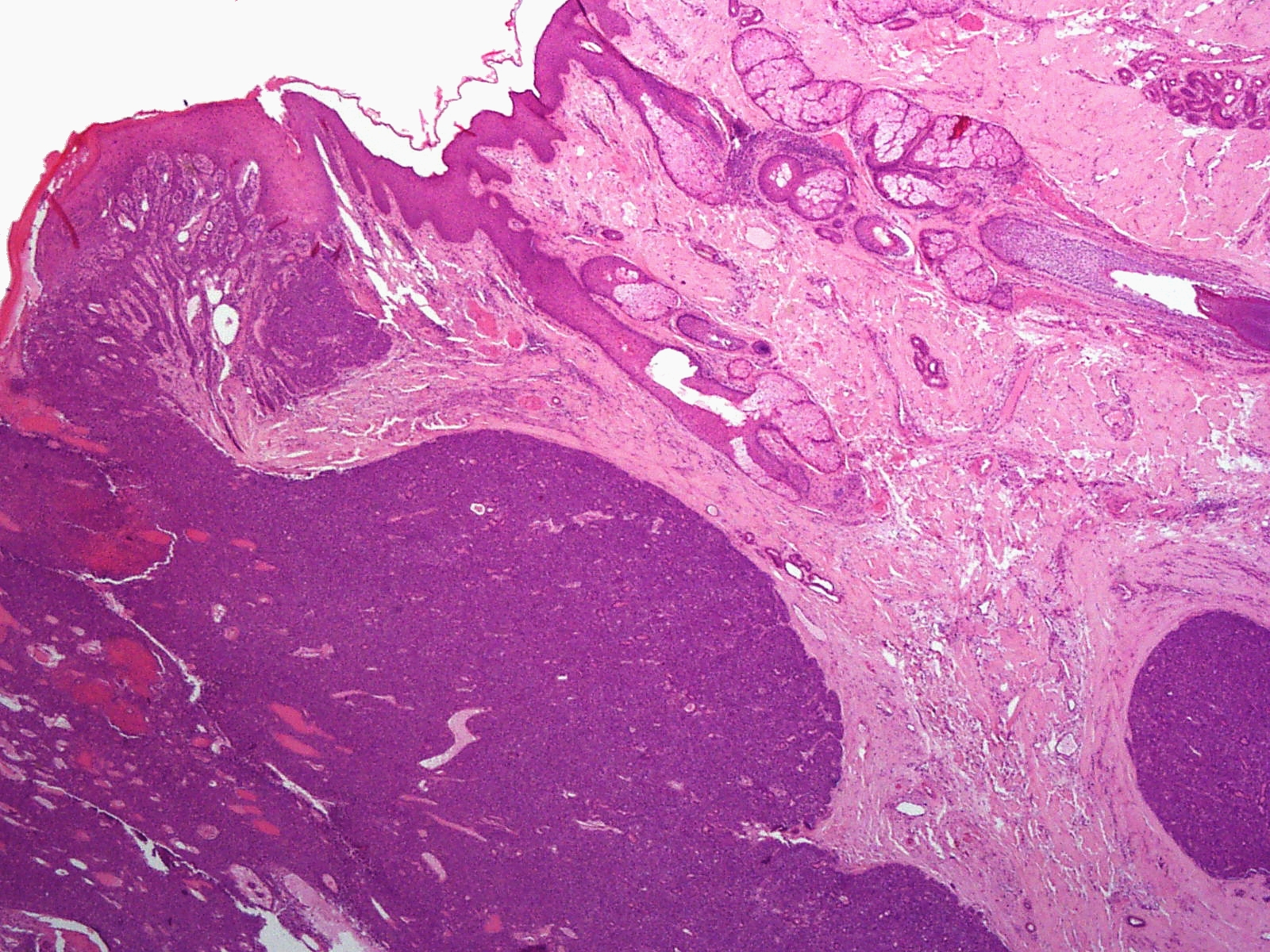
آکروسپیروما، نوع سفت
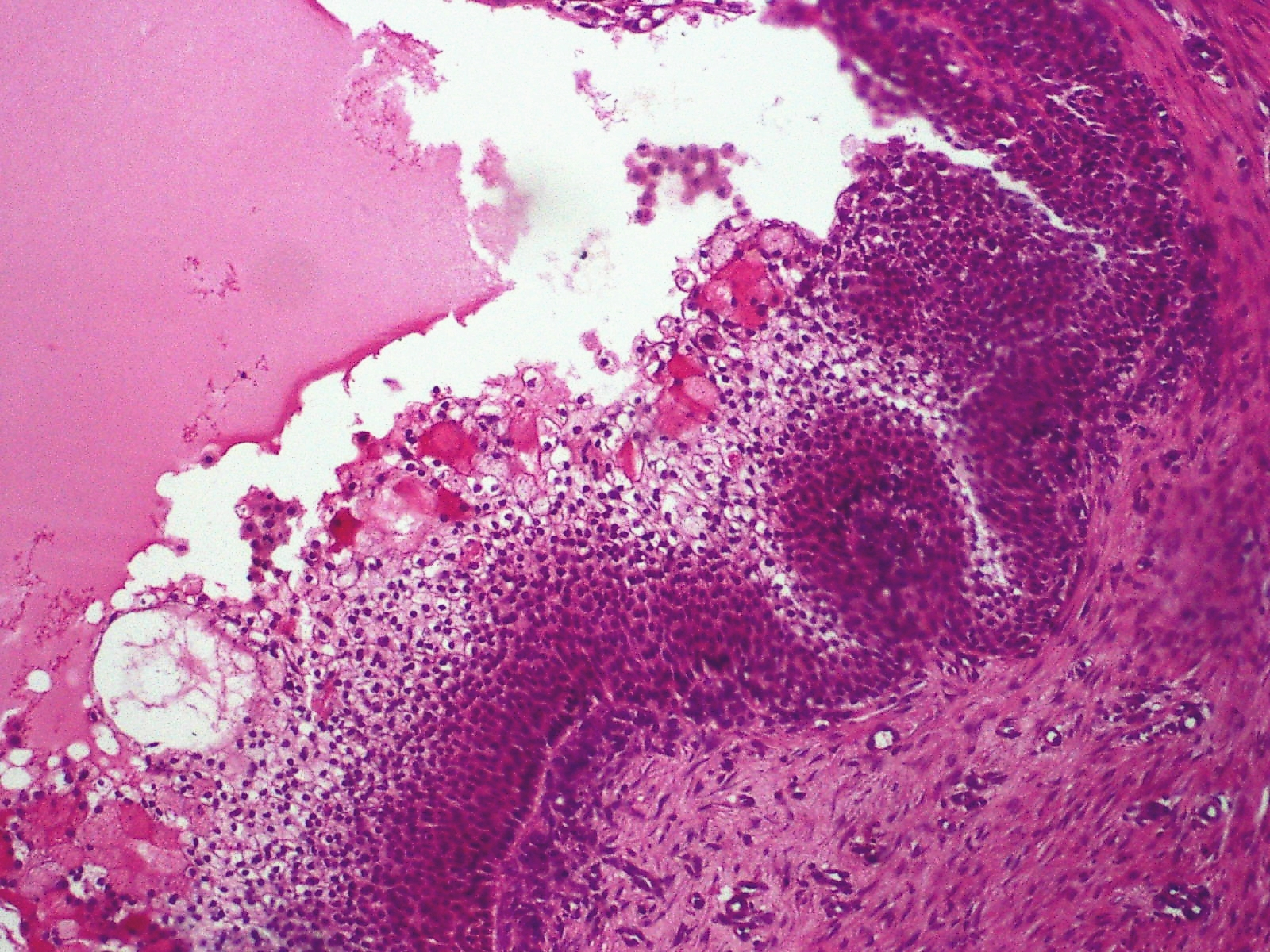
آکروسپیروما، نوع سلول شفاف

## همچنین ببینید
- اسپیروما
- فهرست بیماری‌های پوستی
- فهرست نئوپلاسم‌های پوستی مرتبط با سندرم‌های سیستمیک